# Gemma Santos
Gemma Santos (n. Madrid; 23 de abril de 1978) es una periodista radiofónica española especializada en deportes y ahora integrada en el programa deportivo de la Cadena COPE Tiempo de Juego. Es animadora y aprendió, entre otros, de Pepe Domingo Castaño. 

## Carrera periodística
Es licenciada en Periodismo por la Universidad Complutense de Madrid y diplomada en máster de Doblaje en el CEV, contando además con varios cursos de Locución. Empezó a trabajar en radio a los 18 años y, tras pasar por Radio Las Águilas y Radio Intercontinental, en el año 2000 comenzó a trabajar en Radio Marca, donde estuvo 6 años hasta que en 2006 pasó a formar parte de la redacción de deportes de la Cadena COPE. Fue persona destacada del proyecto de José Antonio Abellán, contando con programas en Rock&Gol, actual Rock FM y con la edición de Deportes COPE de los sábados a mediodía, entre otros. Además era inalámbrico del Atlético de Madrid en los partidos del Vicente Calderón.
Tras la llegada a COPE del equipo de Paco González y Pepe Domingo Castaño, pasó a realizar las cuñas publicitarias de El partido de las 12, además de cubrir entrenamientos matinales de los equipos madrileños como el Getafe y el Atlético de Madrid y ayudar en Deportes COPE y El partido de las 12. 
Sustituyó a Pepe Domingo Castaño en Tiempo de Juego el fin de semana del fallecimiento de la madre de este.
A partir de la temporada 2012-2013,  cuenta con una sección semanal en El partido de las 12, Palco VIP, los miércoles, además de continuar haciendo las cuñas publicitarias del programa. A partir de marzo de 2013, se encarga de sustituir a Pepe Domingo Castaño en Tiempo de Juego tras la baja por enfermedad del gallego. A la vuelta de este a los micrófonos, una vez recuperado de la leve afección cardiaca, Pepe Domingo Castaño confirmó que Gemma Santos le acompañarí en la animación de Tiempo de juego y en la publicidad de forma permanente.